# Cmentarz parafialny w Kamionnej (powiat węgrowski)
Cmentarz w Kamionnej lub cmentarz parafialny w Kamionnej; właściwie cmentarz parafii Niepokalanego Poczęcia Najświętszej Maryi Panny w Kamionnej – parafialny cmentarz rzymskokatolicki we wsi Kamionna w gminie Łochów w powiecie węgrowskim, w województwie mazowieckim.
Cmentarz powstał w pierwszej połowie XIX wieku i znajduje się przy drodze na Zambrzyniec.

## Znane osoby pochowane na cmentarzu
- Adolf Bon (1890–1944) – polski nauczyciel, spółdzielca i działacz chłopski, poseł na Sejm I kadencji (1922–1927)[2]